# Čong Sung-hwa
Čong Sung-hwa (korejsky 정승화, anglický přepis: Jung Seung-hwa; * 27. března 1981) je jihokorejský sportovní šermíř, který se specializuje na šerm kordem. Jižní Koreu reprezentuje od roku 2009. Na olympijských hrách startoval v roce 2016 v soutěži družstev, ve které vypadl s jihokorejským družstvem v úvodním kole. V roce 2015 obsadil na mistrovství světa v soutěži jednotlivců třetí místo a druhé místo vybojoval s jihokorejským družstvem kordistů.